# Junge Welt
Junge Welt  (en español: Mundo joven) es un diario nacional alemán que se autodefine como de "izquierda" y de orientación marxista. Tiene su redacción en Berlín. Entre 1947 y 1990, fue el órgano oficial de la organización Juventud Libre Alemana en la República Democrática Alemana. Hoy está organizado como cooperativa. 

## Historia

### Fundación y desarrollo en la RDA
El Junge Welt, más tarde escrito como junge Welt, fue fundado el 12 de febrero de 1947 en  Berlín oriental (sector soviético).  Su primer redactor jefe fue Adolf Buchholz,  miembro del SED y exmiembro del KPD (Partido Comunista Alemán). El éxito de junge Welt lo convirtió, desde el 12 de noviembre de 1947, en el órgano oficial del Comité Central de la Juventud Libre Alemana. Con una tirada de 1.4 millones de ejemplares, logró la mayor circulación entre los periódicos de la extinta República Democrática Alemana, superando así al diario oficial del Partido Socialista Unificado de Alemania, Neues Deutschland.

### Caída del Muro
En 1990, tras la Reunificación alemana, el gobierno privatizó el periódico por tan solo "un marco". El nuevo propietario, cambió radicalmente la línea editorial del periódico, despidiendo a muchos de sus antiguos colaboradores, reduciendo al mínimo la inversión y no cumpliendo con sus obligaciones con los suscriptores. Su redactor jefe fue Jens König que antes el fracaso de la nueva línea, tuvo que marcharse al periódico "Die Tageszeitung",  de tendencia ecologista y centrista-conservador.
Este medio vivió dos grandes crisis entre 1994 y 1997, después de la reunificación alemana y el declive de la FDJ. En 1994 se organizó un nuevo equipo editorial integrado por autores de diferentes corrientes de izquierda, de ambas zonas del país (Este y Oeste). Este cambio influyo muy poco en la línea editorial, y por lo tanto, en la caída económica y de prestigio de la sociedad editora y el periódico.
En 1997, el periódico vuelve a tener una nueva crisis. Una parte del equipo editorial se marchó, fundando el semanario Jungle World, acusando al periódico de antisionistas y antisemitas y de acercarse peligrosamente a la línea ideológica del NPD.
Los trabajadores que se quedaron, asumieron el control de la editorial y todas sus deudas, cambiando nuevamente la línea editorial, reformulando su estructura corporativa y asociativa, salvándola de la desaparición.
Desde el 2000, Arnold Schölzel es el redactor jefe. De acuerdo a la Oficina Federal para la Protección de la Constitución, Junge Welt es la publicación izquierdista más importante en Alemania.

## Línea editorial
En propias palabras de Junge Welt, "es un diario de tirada nacional, de izquierda y de orientación marxista, centrado en artículos de análisis e investigación."
Desde la última crisis, el periódico tomó otra forma de organización, para asegurar la línea editorial y una fuente de financiamiento estable que asegurase en parte su supervivencia. Por una parte se encuentra la Editorial 8 de Mayo, que a su vez pertenece a la Sociedad LPG junge Welt eG, en donde puede tomar parte cualquier persona, que haya aportado una cuota mínima. Cada socio tiene derecho a solo un voto, no importando el tamaño de su aporte.
En la actualidad, la Sociedad LPG junge Welt eG tiene más de 1635 socios.
El portal del periódico en internet ofrece, además de los contenidos de la versión en papel, también libros, material audiovisual como DVD y CD, información en torno a las actividades de las diversas organizaciones sindicales, estudiantiles, sociales, culturales y de izquierdas.
Como parte de su línea editorial, Junge Welt participa regularmente en la Feria Internacional del Libro de La Habana con un stand y una versión única en lengua castellana del periódico. Además, posee una librería en las propias instalaciones del periódico.
Otra de las actividades regulares organizadas desde 1996, es la Conferencia Internacional Rosa Luxemburgo que se lleva a cabo el segundo sábado de enero de cada año.
El periódico participa activamente y regularmente en el evento fotográfico para no-expertos más grandes del mundo, Blende. En el 2006 tomó parte con 137 participantes y 657 fotografías en tres categorías principales y en una juvenil.
Desde 2006 el periódico esta completamente disponible en internet para suscriptores y parcialmente de forma gratuita. También han habilitado un archivo en línea, que llega hasta el año 1997. Parte de sus contenidos se ofrecen vía Feed-RSS. El sitio ofrece un completo calendario de actividades políticas, sociales y culturales en todo el país. Según propias estadísticas, mensualmente los diferentes servicios disponibles en línea, reciben un promedio de 3,4 millones de visitas.
Las secciones regulares son: Antifascista, capital y trabajo, cartas al director, cultura, deportes, el consejero, exterior, fin de semana, jW-regional, medios, país, resumen de noticias, tema central, tema de análisis. También se cubren temas especiales, mensualmente o de carácter, excepcional (como una guerra o una invasión), analizados en profundidad. Los dossier son tres áreas temáticas cubiertas permanentemente: “el hambre”, “el cambio climático” y “vigilante”. Estos no tienen una regularidad, sino más bien es la reunión de artículos en torno a esos temas centrales.
Actualmente el periódico aparece con ediciones de 16 páginas en la semana y 24 páginas el sábado, así como también en los especiales.